# Бибићева кућа
Бибићева кућа се налази у центру села, на углу улица Боре Микина и Максима Горког, у близини пространог парка са тргом, који је добио име по Павлу Бибићу, најзначајнијем члану породице Бибић. Својим положајем, архитектуром и историјским значајем, Бибићева кућа заузима посебно место у урбанистичко – амбијенталној целини села Меленци.

## Архитектура
Подигнута је 1896. године у стилу академизма са елементима неоренесансе, као приземна угаона грађевина основе у облику ћириличног слова „Г”.
Прочеље је симетрично компоновано са два истакнута угаона ризалита. Декоративна малтерска пластика на фасади је концентрисана око отвора у виду профилисаних прозорских оквира и троугаоних и сегментних фронтона.
Кров је двоводни, стрм и покривен старим „бибер” црепом. Првобитно је био покривен керамичким црепом у више нијанси зелене боје, произведеним у фабрици „Жолнаи” из Печуја. Данас је остао делимично сачуван само на трапезастом крову изнад ризалита. Изнад угаоних ризалита је четвороводни кров у облику зарубљене пирамиде, покривен зеленим бибер црепом на чијем се врху налазе лимени шиљци.

## Унутрашњост
Унутрашњост Бибићеве куће је, и поред данашњег запуштеног изгледа, репрезентативна, опремљена свим потребним стварима примењене и декоративне уметности које су сведочиле о луксузном и удобном начину живота у њој. У ентеријеру су остале сачуване каљева и једна зидана пећ док су остале пећи нестале. По зидовима салона сачувани су остаци декоративних тапета а подови су патосани паркетом и бродским подом. Ходник је прекривен шестоугаоним, вишебојним, каменим плочицама. Репрезентативне просторије у којима су највећи део дана проводили чланови породице Бибић, окренуте су ка улицама. Користиле су се за пријем гостију, одмор и разоноду, спавање и боравак деце. Три помоћне мање собе које су такође служиле потребама породице, смештене су ка дворишној страни главног крила. Подна облога је од камених плоча у предсобљу, док су у собама паркет и патос. Столарија у кући је такође сачувала аутентичан изглед.
Кућа је тренутно (2019) у реконструкцији.

## Галерија
- Улични угао
- Тапете у кући
- Хол
- Бибићева кућа средином 20. века